# E pluribus unum
E pluribus unum е девиз, изобразен на държавния печат на САЩ.
В превод от латински означава „От многото – единствен“. Това са думи, изречени от Цицерон (в речта му „За достойнствата“). Девизът се състои от 13 букви – толкова, колкото са били щатите, основали САЩ.
Съвременната трактовка на девиза означава единство на нацията, съставена от много националности, установили се в САЩ.
E pluribus unum се изобразява и на монетите на страната, като за първи път този девиз се появява през 1795 г. на златна 5-доларова монета, а до 1956 г. е изписван и на американските банкноти.